# 科布多省
科布多省（羅馬化：Khovd aimag）位於蒙古國西部，面積76,060平方公里，人口76,870（2011年）。首府科布多城。

## 地理
科布多省西接巴彦乌列盖省，北连乌布苏省，东邻扎布汗省和戈壁阿尔泰省，西南与中国新疆的昌吉回族自治州，哈密市和伊犁哈萨克自治州阿勒泰地区。

## 行政区划
科布多省下辖17苏木：
| 科布多省的苏木行政中心地图 |
| -------------------------- |
| \| \| 50km · 30miles 泽雷格苏木 乌音奇苏木 策策格苏木 缅嘎德苏木 木斯特苏木 蒙赫海尔汗苏木 曼汗苏木 科布多苏木 额尔德尼布伦苏木 杜特苏木 德勒苏木 达尔维苏木 钱德曼苏木 布彦特苏木 布尔干苏木 阿尔泰苏木 科布多城 (扎尔嘎兰特苏木) '"`UNIQ--templatestyles-00000028-QINU`"' 苏木在科布多省 Legend： · 1: 科布多城 (扎尔嘎兰特苏木) 2: 阿尔泰苏木 3: 布尔干苏木 · 4: 布彦特苏木 5: 钱德曼苏木 6: 达尔维苏木 7: 德勒苏木 · 8: 杜特苏木 9: 额尔德尼布伦苏木 10: 科布多苏木 11: 曼汗苏木 · 12: 蒙赫海尔汗苏木 13: 木斯特苏木 14: 缅嘎德苏木 · 15: 策策格苏木 16: 乌音奇苏木 17: 泽雷格苏木 ·                           |
|                            |

- 科布多省的苏木
- 清朝科布多参赞大臣衙门遗址（Сангийн хэрэм）
- 和巴彦乌列盖省接壤的蒙赫海尔汗山(Mönkh Khairkhan)
- 阿尔泰苏木的风景
- 流经科布多城的布彦特河
- 从哈尔乌苏湖远眺扎尔嘎兰特海尔汗山(Jargalant Khairkhan)
- 在德勒湖南岸的敖包
- 哈尔湖岸边
- 哈尔湖日落
- 木斯特苏木的民居